# غذا و میل جنسی

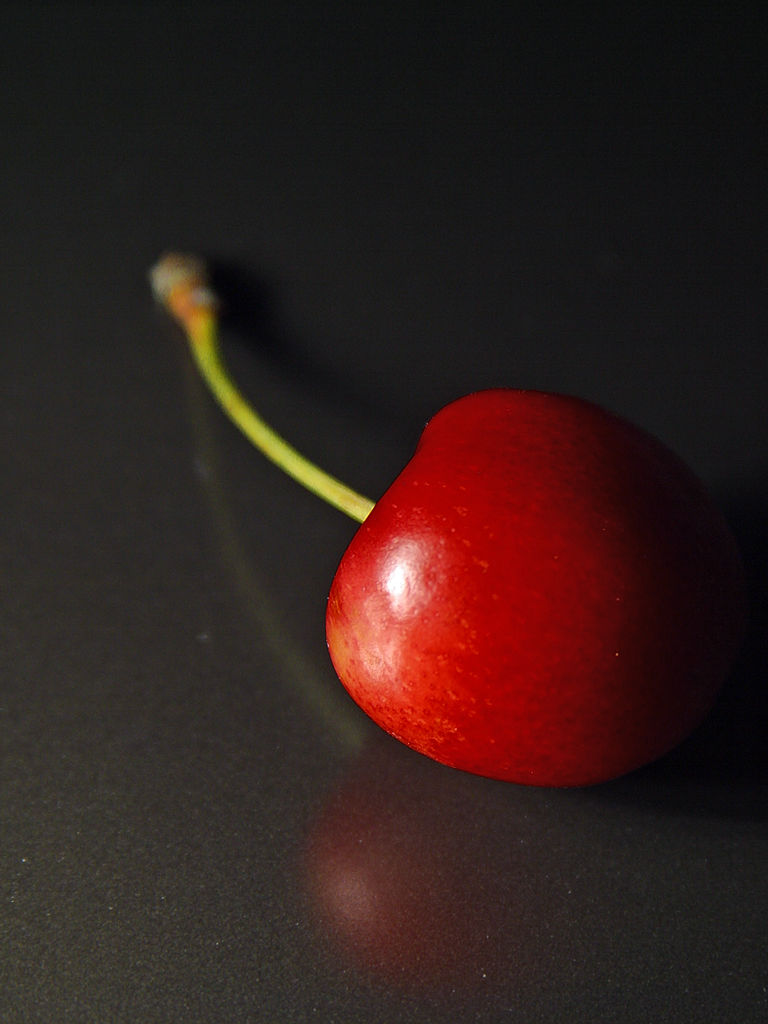
گیلاس در بسیاری از فرهنگ‌ها نوعی غذای شهوانی و نماد جنسی محسوب می‌شود.

غذا و میل جنسی (انگلیسی: Food and sexuality) در طول تاریخ به شکل‌های گوناگون با هم در پیوند بوده‌اند. گفته می‌شود خوراکی‌هایی چون شکلات و صدف چروک هوس‌افزا هستند. در برخی فرهنگ‌ها، بیضه‌های حیوانات (مثلا دنبلان) و برخی اقلام دیگر را برای افزایش قدرت جنسی می‌خورند. اقلام غذایی نیز گاهی نماد هستند؛ مثلاً میوه ممنوع در کتاب مقدس یا گیلاس که نمادی از باکرگی است. اقلام غذایی در اصطلاحات کوچه بازاری و شعر هم استفاده شده‌است. برخی از غذاها به دلیل ظاهر، بافت و طعم‌شان، شهوانی محسوب می‌شوند. خامه زده‌شده، شکلات آب‌شده، مربا و مارمالاد، خمیرابه کیک و کره بادام زمینی گاهی برای برانگیختن حس جنسی در عملی به نام «پاشیدن» (Sploshing) مورد استفاده بوده‌اند. رابطه بین غذا و تمایلات جنسی در کتاب‌ها و فیلم‌ها هم مورد بررسی قرار گرفته‌است.

## هنر و ادبیات

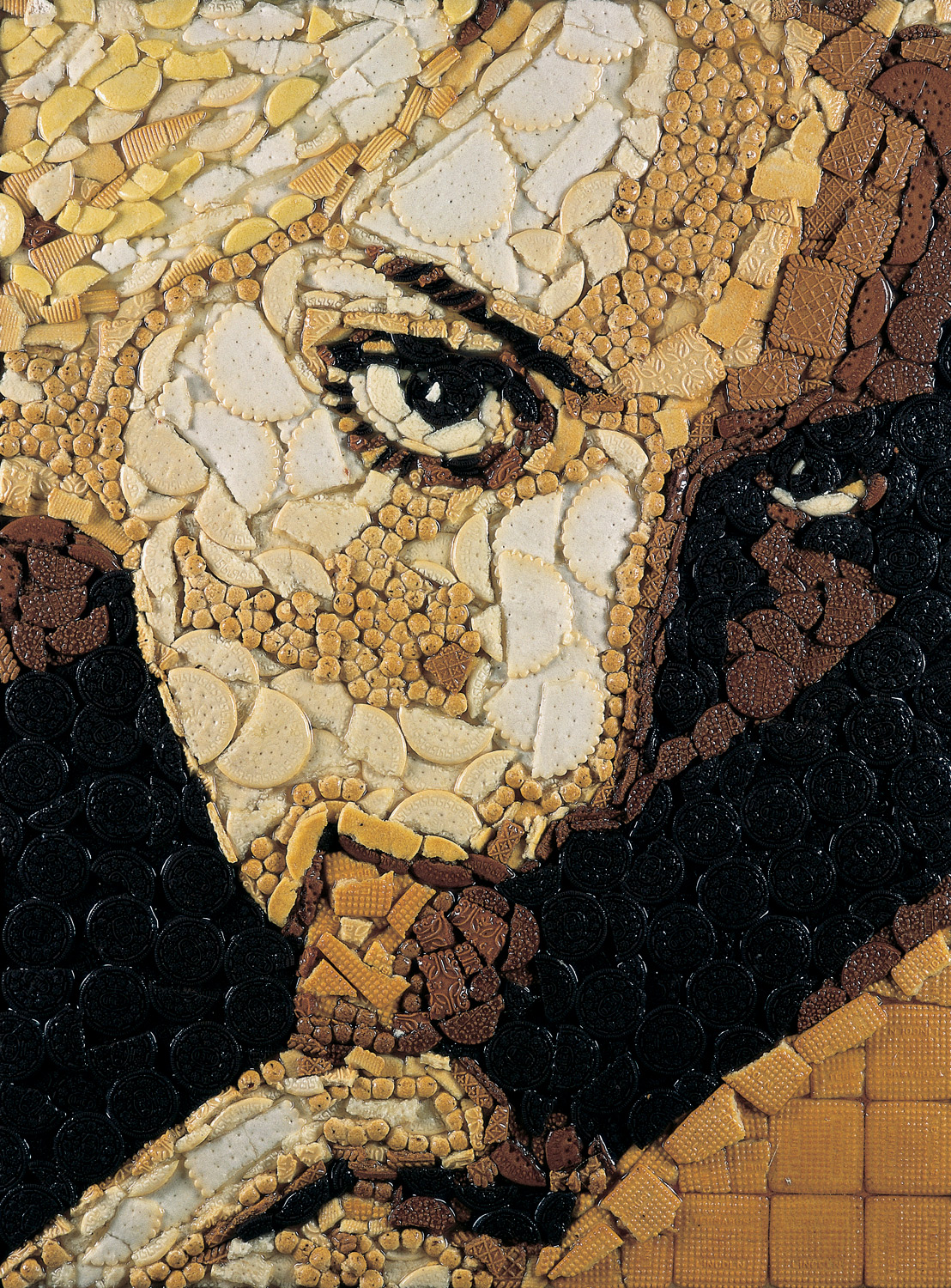
مجموعهٔ سیاه توسط گروه هنری آرژانتینی «موندوگو» که در آن، از شیرینی و بیسکویت برای ایجاد تصاویر پورنوگرافی استفاده شده‌است.

ارتباط بین غذا و تمایلات جنسی در آثار هنری مختلف مورد بررسی قرار گرفته‌است. یک نمایشگاه هنری در سال ۱۹۹۸، به نام «بازتاب» از آثار «مُنالی مِـهِـر» برگزار شد که ارتباط میان مضامینی چون تماشاگری جنسی، تفکر قالبی، مصرف‌گرایی، آزادی اقتصادی و تبلیغات را به نمایش گذاشت. نمایش آثار هنری مرتبط با غذا و جنسی از هنرمندان آمریکایی قرون نوزدهم و بیستم، یکی از ۱۶ گروه مفهومی در نمایشگاه انجمن تاریخی نیویورک در سال ۱۹۹۱ بود.

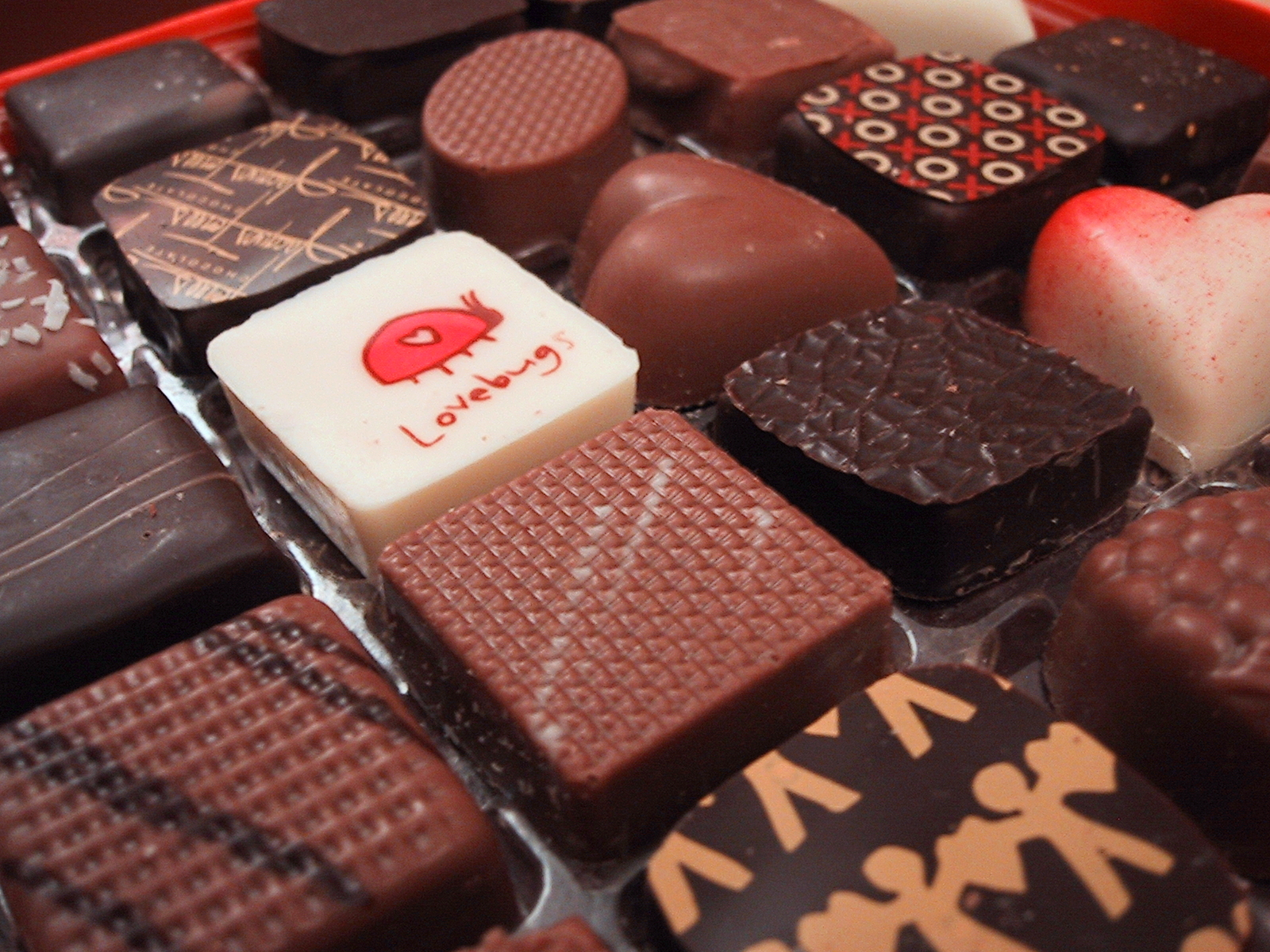
شکلات یکی از هدایای سنتی است که در روز ولنتاین اهدا می‌شود.

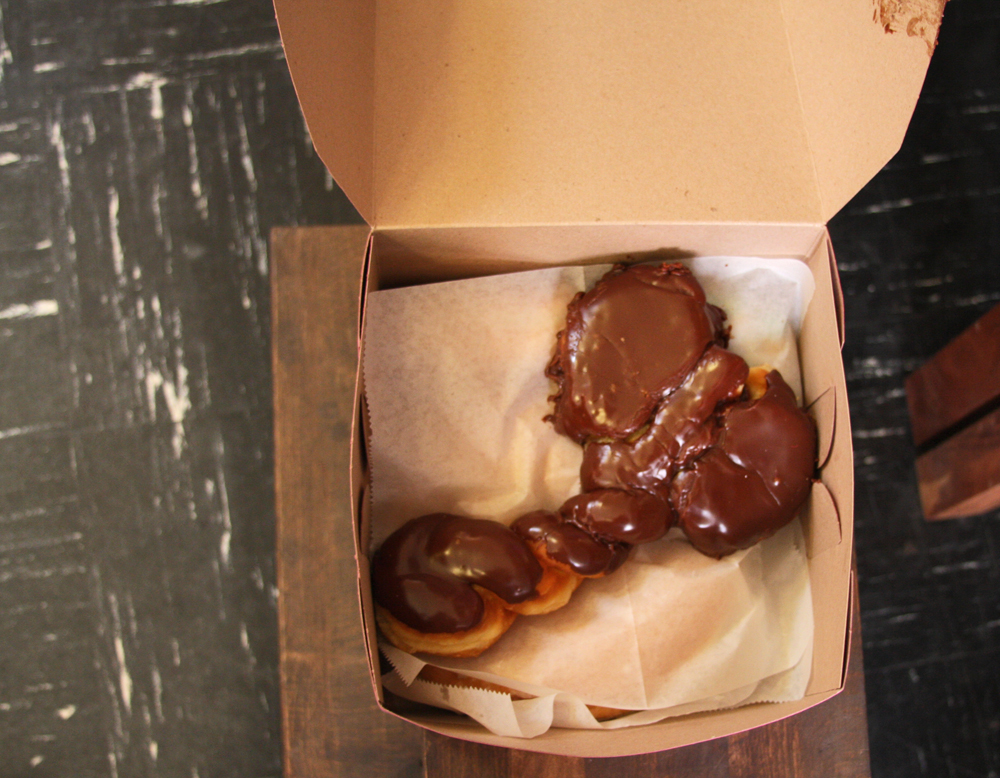
دونات شکلاتی از شرکت آمریکایی «وودو دونات» که به‌صورت آلت نری و بیضه تولید می‌شود و درون دونات‌های بیضه‌شکل، خامه وجود دارد.

## در جامعه‌شناسی و مردم‌شناسی
«چشیدن غذا، چشیدن آزادی» به قلمِ «سیدنی ویلفرد مینتز» شامل مقالاتی است که «نگاهی انسان‌شناختی به غذا، از جمله رابطه آن با قدرت، آزادی و پاکدامنی» را در بر می‌گیرد. غذا و تمایلات جنسی فصلی در کتاب رمزگشایی از اغوای غذا اثر نیل دی. بارنارد و جوآن استپانیاک است و همچنین یکی از مفاد مورد بحث در کتاب تضادهای زنان در مورد غذا خوردن و تمایلات جنسی اثر رزالین ام. میدو و لی‌لی وایس است.

## بحث و جدل دربارهٔ شهوت‌زایی شکلات
اگرچه برخی از غذاها را حقیقتاً می‌توان به عنوان مواد تقویت کنندهٔ جنسی محسوب نمود - و سال‌ها تصور می‌شد که شکلات یکی از همین مواد غذایی است - اما بحث‌ها و تردیدهایی در مورد اینکه آیا واقعاً شکلات تقویت کنندهٔ جنسی است یا خیر وجود دارد. در پژوهش‌های انجام شده توسط سالونیا و همکاران در سال ۲۰۰۶ میلادی، عملکرد جنسی زنانی را که گزارش کردند روزانه شکلات می‌خوردند و زنانی که گزارش کردند شکلات نمی‌خوردند، مقایسه و ارزیابی شد. نتایج این پژوهش نشان داد که اگر متغییرها نسبت به سن پاسخ‌دهندگان تعدیل شود، هیچ تفاوت معنی‌داری در برانگیختگی جنسی، رضایت جنسی، میل جنسی یا نارضایتی کسانی که روزانه شکلات می‌خوردند و کسانی که نمی‌خوردند، وجود ندارد. این یافته نشان می‌دهد که مصرف شکلات تأثیری بر عملکرد جنسی ندارد. به همین ترتیب، شاملول در سال ۲۰۱۰ به این نتیجه رسید که شواهد علمی کافی وجود ندارد که ثابت کند مواد طبیعی تقویت‌کننده جنسی، روشی مؤثر برای افزایش میل یا عملکرد جنسی هستند و همچنین این مواد، روش مؤثری برای رفع اختلال عملکرد جنسی نیستند. برعکس، برخی مطالعات نشان می‌دهند که شکلات یک ماده تقویت‌کنندهٔ جنسی است و ترکیبات شیمیایی موجود در آن مانند فنتیل‌آمین باعث افزایش لذت و میل جنسی و ان-آسیل‌اتانول‌آمین‌ها باعث افزایش حساسیت جنسی و سرخوشی می‌شوند. مطالعات دیگر نشان می‌دهد که فلاوینوئیدها و سروتونین موجود در شکلات است که انقباض عروق و اتساع را تنظیم می‌کند و عملکرد دستگاه تناسلی زنان و در نتیجه عملکرد جنسی را افزایش می‌دهد. با توجه به این دیدگاه‌های متناقض، و همچنین فقدان شواهد علمی کافی در حال حاضر، واضح است که نمی‌توان نتیجه‌گیری قطعی و محکمی در مورد اینکه آیا شکلات یک داروی هوس‌زا هست یا خیر، ارائه کرد.

## در رسانه
فیلم‌های تامپوپو، نه و نیم هفته، شکلات، مثل آب برای شکلات، بخور بنوش مرد زن و ضیافت بابت، فیلم‌هایی هستند که رابطه غذا و تمایلات جنسی را به نحوی بررسی می‌کنند. فیلم تام جونز شامل یک صحنهٔ قابل توجه از غذا خوردن است.
ترانه‌هایی که دارای استعاره‌ها و کنایه‌هایی از غذا و رابطه جنسی هستند، عبارتند از: آب‌نبات‌چوبی (ترانه فرانس گال)، موز بستنی، خامه و هلو، آب‌نبات‌چوبی (ترانه لیل وین). در جلد آلبوم موسیقی خامه زده‌شده و لذت‌های دیگر اثر هرب آلپرت و گروه موسیقی‌اش، زنی برهنه و آغشته در خامه دیده می‌شود.
در فیلم کمدی پای آمریکایی، یکی از شخصیت‌های جوان داستان با یک تکه پای، «سکس شبیه‌سازی‌شده» انجام می‌دهد. در آگهی‌های تبلیغاتی کارلز جونیور، پاریس هیلتون با لباسی باز و بدن‌نما و با شور و شوق یکی از همبرگرهای این شرکت را می‌خورد.

## نمادگرایی
برخی از غذاهاِ نشانه‌ای نمادین برای مفاهیم جنسی هستند یا به عنوان استعاره‌ای از اعضای تناسلی به‌کار می‌روند. به‌عنوان نمونه بادنجان، موز، خیار و کدو سبز نمادی از نراندامه هستند و هلو نمادی از مَهبَل است. مِـلون گاهی جایگزینی برای پستان‌های زنان است و مثلاً در فیلم آستین پاورز: مرد بین‌المللی رمز و راز از آن برای پوشاندن سینهٔ الیزابت هِـرلی استفاده شده‌است.

## نگارخانه

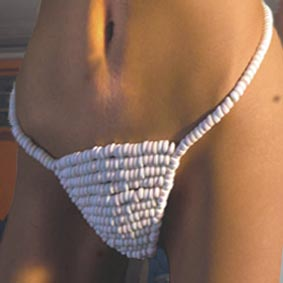
بیکینی ساخته‌شده با دانه‌های آب‌نبات خوراکی
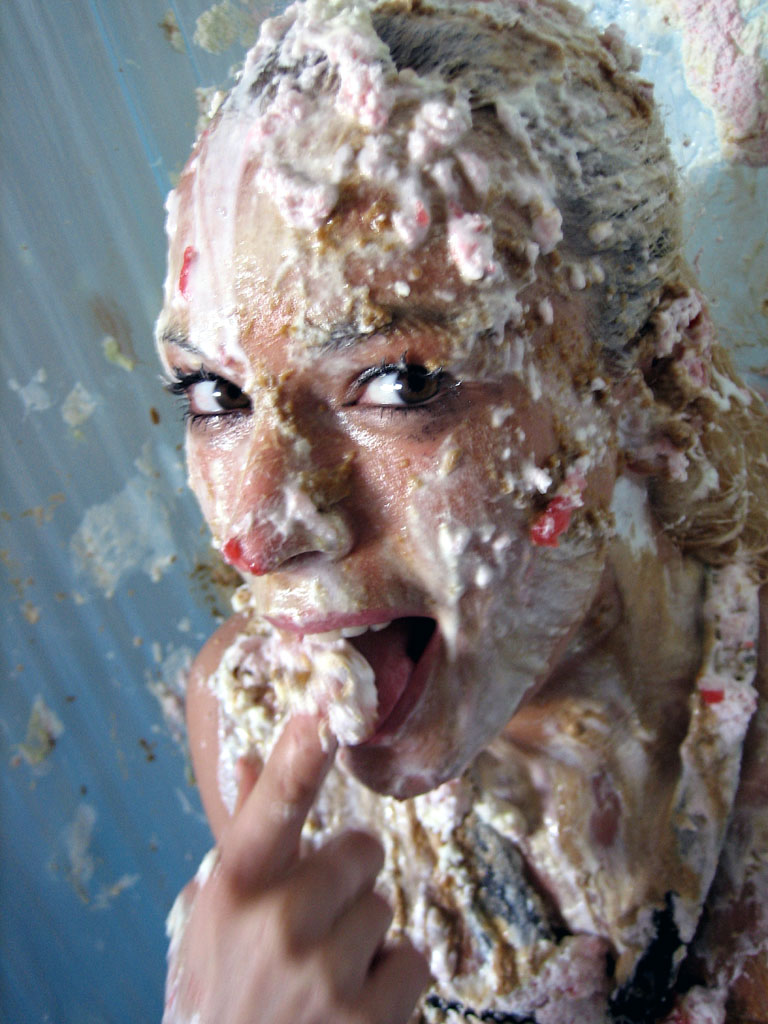
نمونه‌ای از فتیشیسم سیتوفیلی